# 1869 (numero)
Milleottocentosessantanove (1869) è il numero naturale dopo il 1868 e prima del 1870.

## Proprietà matematiche
- È un numero dispari.
- È un numero composto da 8 divisori: 1, 3, 7, 21, 89, 267, 623, 1869. Poiché la somma dei suoi divisori (escluso il numero stesso) è 1011 < 1869, è un numero difettivo.
- È un numero sfenico.
- È un numero nontotiente in quanto dispari e diverso da 1.
- È un numero fortunato.
- È un numero congruente.
- È un numero odioso.
- È un numero intero privo di quadrati.
- È parte delle terne pitagoriche (819, 1680, 1869), (1780, 1869, 2581), (1869, 2492, 3115), (1869, 3740, 4181), (1869, 6408, 6675), (1869, 11808, 11955), (1869, 19580, 19669), (1869, 27692, 27755), (1869, 35620, 35669), (1869, 83160, 83181), (1869, 194060, 194069), (1869, 249508, 249515), (1869, 582192, 582195), (1869, 1746580, 1746581).

## Astronomia
- 1869 Philoctetes è un asteroide troiano di Giove del campo greco.

## Astronautica
- Cosmos 1869 è un satellite artificiale russo.